# 新潟県道34号新津停車場線
新潟県道34号新津停車場線（にいがたけんどう34ごう にいつていしゃじょうせん）は、新潟県新潟市秋葉区を通る県道（主要地方道）である。

## 概要
JR新津駅東口から磐越自動車道・新津ICに接続して、国道460号交点に至る。
本町二丁目交差点以東は、新津東バイパス開通以前の国道460号の区間にあたる。

### 路線データ
- 路線延長：3.2 km[要出典]
- 起点：新潟市秋葉区新津本町（新津駅）
- 終点：新潟市秋葉区中新田字道下（新津インター入口交差点、国道460号交点）

## 歴史
- 1993年（平成5年）5月11日 - 建設省から、県道新津停車場線が新津停車場線として主要地方道に指定される[1]。

## 路線状況

### 通称
- 新津駅前通り

## 地理

### 通過する自治体
- 新潟市（秋葉区）

### 交差する道路
- 磐越自動車道（新津IC）

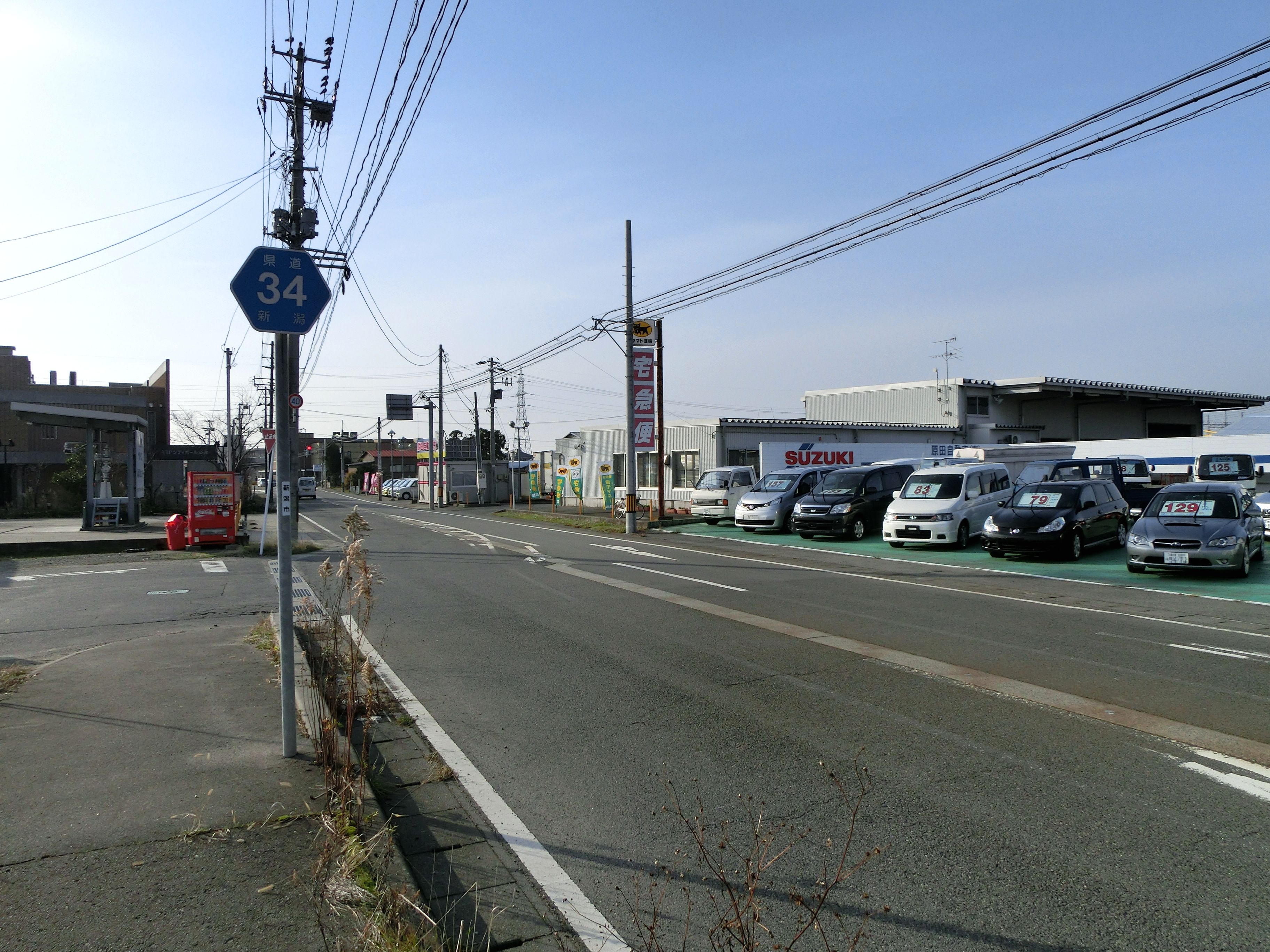
新潟市秋葉区新津東町3丁目付近

- 国道460号 新津東バイパス（新潟市秋葉区中新田・新津インター入口交差点、終点）